# No Sleep
"No Sleep" je četvrti singl repera Wiz Khalife s njegovog debitantskog studijskog albuma Rolling Papers. Singl je objavljen 9. kolovoza 2011. godine. Tekst pjesme su napisali Wiz Khalifa, i Noel "Detail" Fisher, a producent je Benny Blanco. Na top ljestvici Billboard Hot 100 singl je dosegao šestu poziciju.

## Popis pjesama
Digitalni download
1. "No Sleep" – 3:11

## Videospot
Videospot za singl "No Sleep" objavljen je 12. kolovoza 2011. godine. Videospot je režirao Colin Tilley. U videu se pojavljuje reper Mac Miller i Wiz Khalifina partnerica Amber Rose.

## Top ljestvice
| Top ljestvica (2011.)     | Završna pozicija |
| ------------------------- | ---------------- |
| Češka (IFPI)              | 76               |
| Francuska (SNEP)          | 80               |
| Kanada (Canadian Hot 100) | 64               |
| SAD (Billboard Hot 100)   | 6                |
| SAD (Pop Songs)           | 38               |

## Povijest objavljivanja
| Država                     | Datum            | Format             | Diskografska kuća |
| -------------------------- | ---------------- | ------------------ | ----------------- |
| Sjedinjene Američke Države | 22. ožujka 2011. | Digitalni download | Atlantic Records  |
| Ujedinjeno Kraljevstvo     | 19. rujna 2011.  | Digitalni download | Atlantic Records  |

## Vanjske poveznice
- No Sleep na YouTubeu